# ATC (C04)
Jest to część klasyfikacji anatomiczno-terapeutyczno-chemicznej:
- C – Układ sercowo-naczyniowy
  - C 01 – Leki stosowane w chorobach serca
  - C 02 – Leki stosowane w chorobie nadciśnieniowej
  - C 03 – Leki moczopędne
  - C 04 – Leki rozszerzające naczynia obwodowe
  - C 05 – Leki ochraniające ścianę naczyń
  - C 07 – Leki β-adrenolityczne
  - C 08 – Antagonisty kanału wapniowego
  - C 09 – Leki działające na układ renina-angiotensyna
  - C 10 – Leki zmniejszające stężenie lipidów

Obejmuje ona leki rozszerzające naczynia obwodowe:

## C 04 A – Leki rozszerzające naczynia obwodowe
- C 04 AA – Pochodne 2-amino-1-fenyloetanolu
  - C 04 AA 01 – izoksupryna
  - C 04 AA 02 – bufenina
  - C 04 AA 31 – bametan
- C 04 AB – Pochodne imidazoliny
  - C 04 AB 01 – fentazolina
  - C 04 AB 02 – tolazolina
- C 04 AC – Kwas nikotynowy i pochodne
  - C 04 AC 01 – kwas nikotynowy
  - C 04 AC 02 – alkohol nikotynowy
  - C 04 AC 03 – nikotynian inozytolu
  - C 04 AC 07 – cyklonikat
- C 04 AD – Pochodne puryny
  - C 04 AD 01 – pentyfilina
  - C 04 AD 02 – nikotynian ksantynolu
  - C 04 AD 03 – pentoksyfilina
  - C 04 AD 04 – nikotynian etofiliny
- C 04 AE – Alkaloidy sporyszu
  - C 04 AE 01 – ergoloid
  - C 04 AE 02 – nicergolina
  - C 04 AE 04 – dihydroergokrystyna
  - C 04 AE 51 – ergoloid w połączeniach
  - C 04 AE 54 – dihydroergokrystyna w połączeniach
- C 04 AF – Enzymy
  - C 04 AF 01 – kalidynogenaza
- C 04 AX – Inne
  - C 04 AX 01 – cyklandelat
  - C 04 AX 02 – fenoksybenzamina
  - C 04 AX 07 – winkamina
  - C 04 AX 10 – moksysylit
  - C 04 AX 11 – bencyklan
  - C 04 AX 17 – winburnina
  - C 04 AX 19 – sudoktydyl
  - C 04 AX 20 – buflomedil
  - C 04 AX 21 – naftydrofuryl
  - C 04 AX 23 – butalamina
  - C 04 AX 24 – wisnadyna
  - C 04 AX 26 – cetiedyl
  - C 04 AX 27 – cynepazyd
  - C 04 AX 28 – ifenprodyl
  - C 04 AX 30 – azapetyna
  - C 04 AX 32 – fasudyl
  - C 04 AX 33 – klazosentan